# Remigia camptogramma
Remigia camptogramma är en fjärilsart som beskrevs av Paul Dognin 1919. Remigia camptogramma ingår i släktet Remigia och familjen nattflyn. Inga underarter finns listade.